# Ictiobus cyprinellus
Ictiobus cyprinellus is een straalvinnige vissensoort uit de familie van de zuigkarpers (Catostomidae). De wetenschappelijke naam van de soort is voor het eerst geldig gepubliceerd in 1844 door Valenciennes.